# ジャンバラヤ

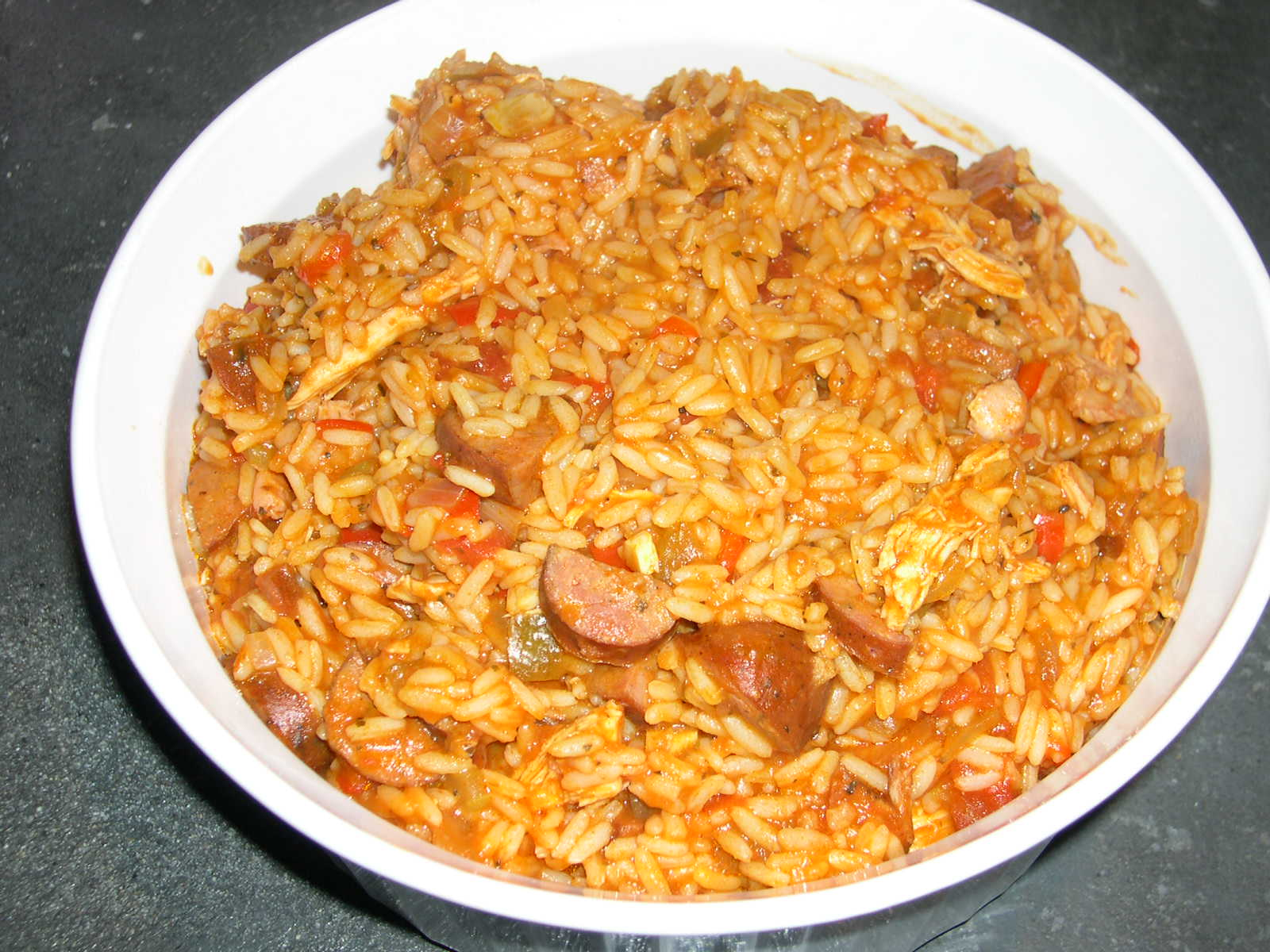
ジャンバラヤ

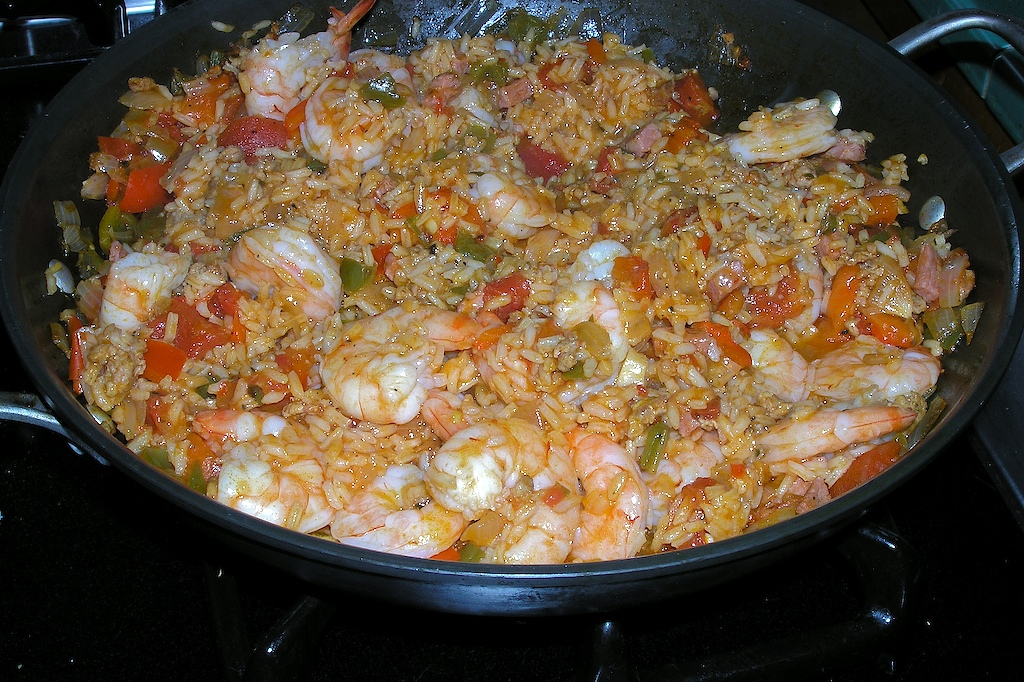
ジャンバラヤ

ジャンバラヤ (jambalaya) は、アメリカ合衆国で作られる、米を使ったクレオール料理の一つである。
ジャンバラヤはスペイン料理のパエリアに起源があり、ニューオーリンズを一時期支配していたスペイン人によってもたらされた。労働者や漁師らが食べていた庶民的な料理で、唐辛子を使うことが多く、ガンボと並んでケイジャン料理と呼ばれるルイジアナ州の代表的な料理である。
大きな鍋で作って大人数で食べることが多く、バーベキューとともに屋外パーティの主役になることが多い。ルイジアナ州においては、ハンバーガーやホットドッグと並んで屋外スポーツ施設の売店の定番メニューである。

## 材料
ジャンバラヤの材料は、米と野菜と肉がメインである。他に、燻製ソーセージ（アンドゥイユ）、鶏肉、玉ねぎ、ベルペッパー（緑色のパプリカ）、セロリ（ルイジアナ州の料理では、玉ねぎ、パプリカ、セロリをあわせて聖なる三位一体と呼ぶ）を入れる。豚肉、ウサギの肉、魚介類（海老）を入れる場合もある。通常はトマトを入れないが、ニューオーリンズ風のジャンバラヤはトマトベースの味付けである。